# Casimiro Espino y Teysler
Casimiro Espino Teysler (Madrid, 20 de juny de 1845 - idem. 6 de gener de 1888), fou un mestre d'orquestra i compositor espanyol que desenvolupà la seva carrera en la segona meitat del segle xix.
Va fer els seus estudis en el Conservatori de la seva ciutat natal i fou un dels molts deixebles d'Arrieta. El maig de 1869 estrenà la seva primera obra, una obertura en sol menor que executà la Societat de Concerts de Madrid i que fou acollida favorablement pel públic, així com les simfonies Genio y locura de Flora, que la mateixa corporació intercalà en els seus programes de juliol i agost d'aquell mateix any.
El 1883 fou nomenat director de la Unión Artistico-Musical, càrrec que havien desenvolupat els mestres Bretón, Chapí i Caballero, i que ell conservà fins a la seva mort, col·locant a gran altura aquella entitat.
A mes de les obres simfòniques ja mencionades, va compondre diverses sarsueles, entre elles les de més anomenada les titulades, ¡Quién fuera libre! i ¡Cómo està la Sociedad! que es van representar centenars de vegades.